# Mikhàilovka (Voskressénskoie)
Mikhàilovka - Михайловка (rus) - és un poble de l'óblast de Saràtov, a Rússia, segons el cens del 2010 tenia 22 habitants. Pertany al districte municipal de Voskressénskoie.